# يورقون أباد عليا
يورقون‌ أباد عليا هي قرية في مقاطعة أرومية، إيران. عدد سكان هذه القرية هو 408 في سنة 2006.